# Russell Brand
Russell Edward Brand (Grays, Essex, 1975. június 4.–) angol humorista, színész, rádiós műsorvezető.
Első jelentős filmszerepét a 2007-es St. Trinian’s – Nem apácazárda című filmben kapta. Egy évvel később a Lepattintva című romantikus vígjátékban játszott. Szinkronszínészként is tevékenykedik, szinkronizált a Gru-ban (2010) és annak 2013-as folytatásában. 
2013-ban a New Statesman magazin vendégszerkesztője volt, azóta aktivistaként is ismert.

## Élete
Az essexi Grays-ben született Barbara Elizabeth és Ronald Henry Brand gyermekeként. Szülei hat éves korában külön váltak, így anyja nevelte fel.
Mikor nyolc éves volt, anyját méhrákkal diagnosztizálták, egy évvel később pedig mellrákkal. Eközben Brand a rokonainál lakott. 14 éves korában bulimiában szenvedett. 16 éves korában kábítószerezni kezdett. Egyik tanára szexuálisan zaklatta.
Elmondása szerint "fura kapcsolatban" állt apjával, akit ritkán látott, illetve Thaiföldre vitte, hogy prostituáltakat látogasson. 15 éves korában kezdett színészkedni a Bugsy Malone iskolai előadásában. 1991-ben a Grays Schoolba járt, majd ugyanebben az évben felvették az Italia Conti Academybe. Itt töltött első éve után kirúgták kábítószer-használat miatt.
2000-ben kezdett stand-upolni.

## Magánélete
Figyelemhiányos hiperaktivitás-zavarral és bipoláris zavarral diagnosztizálták. Bulimiában és pornófüggőségben is szenvedett, illetve volt egy korszaka, amikor önmagát bántotta.
2009-től 2011-ig Katy Perry volt a felesége. A válás 2012 júliusában fejeződött be.
2013-tól 2014-ig Jemima Goldsmithszel, James Goldsmith lányával volt kapcsolatban. 2014 szeptemberében bontották fel kapcsolatukat.
2015 óta Laura Gallacher bloggerrel van kapcsolatban. Laura Kirsty Gallacher műsorvezető nővére. Első lányuk, Mabel, 2016-ban született. 2017. augusztus 26.-án házasodtak össze Henley-on-Thames-ben. 2018 júliusában született meg második lányuk, Peggy.
Henley-on-Thames-ben él. A West Ham United FC rajongója. Vegán.

## Filmográfia

### Film
| Év   | Magyar cím                     | Eredeti cím               | Szerep                                         | Magyar hang   |
| ---- | ------------------------------ | ------------------------- | ---------------------------------------------- | ------------- |
| 2007 | St. Trinian’s – Nem apácazárda | St Trinian's              | Flash Harry                                    | Zámbori Soma  |
| 2008 |                                | Penelope                  | Sam                                            |               |
| 2008 | Lepattintva                    | Forgetting Sarah Marshall | Aldous Snow                                    | Posta Victor  |
| 2008 | Esti mesék                     | Bedtime Stories           | Mickey                                         | Miller Zoltán |
| 2010 | Felhangolva                    | Get Him to the Greek      | Aldous Snow                                    | Seder Gábor   |
| 2010 | Gru                            | Despicable Me             | Dr. Senkiházi (hangja)                         | Király Attila |
| 2010 |                                | The Tempest               | Trinculo                                       |               |
| 2011 | Hopp                           | Hop                       | E.B./"Hoff asszisztense (hang/élőszereplő)     |               |
| 2011 | Arthur, a legjobb parti        | Arthur                    | Arthur Bach                                    | Szatory Dávid |
| 2012 | Mindörökké Rock                | Rock of Ages              | Lonny Barnett                                  | Miller Zoltán |
| 2012 |                                | Katy Perry: Part of Me    | Önmaga (cameoszerep) (stáblistán nem szerepel) |               |
| 2013 | Gru 2.                         | Despicable Me 2           | Dr. Senkiházi (hangja)                         | Király Attila |
| 2013 | Kitérek a hitemből             | Paradise                  | William Carr                                   | Miller Zoltán |
| 2014 |                                | A Royal Hangover          | Önmaga                                         |               |
| 2015 |                                | The Emperor's New Clothes | Önmaga                                         |               |
| 2016 | Egyszemélyes hadsereg          | Army of One               | God                                            | Seder Gábor   |
| 2016 | Trollok                        | Trolls                    | Creek (hangja)                                 | Szatory Dávid |
| 2020 | Négy gyerek és az izé          | Four Kids and It          | Tristan Trent III                              | Fekete Zoltán |
| 2022 | Halál a Níluson                | Death on the Nile         | Dr. Bessner                                    | Posta Victor  |
| 2022 | Minyonok: Gru színre lép       | Minions: The Rise of Gru  | Dr. Senkiházi (hangja)                         | Király Attila |

## Stand-upos DVD-i
- Live (2006)
- Doing Life – Live (2007)
- Scandalous – Live at the O2 (2009)
- Live in New York City (2011)
- Messiah Complex (2013)